# Howard Keel
Howard Keel (Gillespie, 13 de abril de 1919 – Palm Desert, 7 de novembro de 2004) foi um ator e cantor estadunidense, conhecido por sua rica voz de canto baixo-barítono. Ele estrelou uma série de musicais da MGM na década de 1950 e na série de televisão da CBS Dallas de 1981–1991.

## Filmografia

### Filmes
| Filmes | Filmes                          | Filmes                                        | Filmes                               |
| Ano    | Título                          | Personagem                                    | Notas                                |
| ------ | ------------------------------- | --------------------------------------------- | ------------------------------------ |
| 1948   | The Small Voice                 | Boke                                          | Título alternativo: The Hideout      |
| 1950   | Annie Get Your Gun              | Frank Butler                                  |                                      |
| 1950   | Pagan Love Song                 | Hazard Endicott                               |                                      |
| 1951   | Three Guys Named Mike           | Mike Jamison                                  |                                      |
| 1951   | Show Boat                       | Gaylord Ravenal                               |                                      |
| 1951   | Texas Carnival                  | Slim Shelby                                   |                                      |
| 1951   | Across the Wide Missouri        | Narrador                                      | Voz, sem créditos                    |
| 1951   | Callaway Went Thataway          | Stretch Barnes / Smoky Callaway               | Título alternativo: The Star Said No |
| 1952   | Lovely to Look At               | Tony Naylor                                   |                                      |
| 1952   | Desperate Search                | Vince Heldon                                  |                                      |
| 1952   | The Hoaxters                    | Narrador                                      | Documentário                         |
| 1953   | Fast Company                    | Rick Grayton                                  |                                      |
| 1953   | Ride, Vaquero!                  | King Cameron                                  |                                      |
| 1953   | Calamity Jane                   | Wild Bill Hickok                              |                                      |
| 1953   | Kiss Me Kate                    | Fred Graham / "Petruchio"                     |                                      |
| 1954   | Rose Marie                      | Capt. Mike Malone                             |                                      |
| 1954   | Seven Brides for Seven Brothers | Adam Pontipee                                 |                                      |
| 1954   | Deep in My Heart                | Specialty in 'My Maryland'                    |                                      |
| 1955   | Jupiter's Darling               | Hannibal                                      |                                      |
| 1955   | Kismet                          | The Poet                                      |                                      |
| 1959   | Floods of Fear                  | Donovan                                       |                                      |
| 1959   | The Big Fisherman               | Simon Peter                                   |                                      |
| 1961   | Armored Command                 | Col. Devlin                                   |                                      |
| 1962   | The Day of the Triffids         | Bill Masen                                    |                                      |
| 1965   | The Man from Button Willow      | Vocalista (créditos de abertura e fechamento) | Não creditado                        |
| 1966   | Waco                            | Waco                                          |                                      |
| 1967   | Red Tomahawk                    | Capt. Tom York                                |                                      |
| 1967   | The War Wagon                   | Levi Walking Bear                             |                                      |
| 1968   | Arizona Bushwhackers            | Lee Travis                                    |                                      |
| 1994   | That's Entertainment! III       | Ele mesmo                                     |                                      |
| 2002   | My Father's House               | Roy Mardis                                    | (papel final no filme)               |

### Televisão
| Televisão | Televisão                               | Televisão                      | Televisão                                                          |
| Ano       | Título                                  | Personagem                     | Notas                                                              |
| --------- | --------------------------------------- | ------------------------------ | ------------------------------------------------------------------ |
| 1957      | Zane Grey Theater                       | Will Gorman                    | Episódio: "Gift from a Gunman"                                     |
| 1957      | The Polly Bergen Show                   | Himself                        | Episódio: "December 7, 1957"                                       |
| 1958      | Roberta                                 | John Kent                      | Filme para TV                                                      |
| 1961      | Tales of Wells Fargo                    | Justin Brox                    | Episódio: "Casket 7.3"                                             |
| 1963      | Death Valley Days                       | Diamond Jim Brady              | Episódio: "Diamond Jim Brady"                                      |
| 1965      | Run for Your Life                       | Hardie Rankin                  | Episódio: "The Time of the Sharks"                                 |
| 1967      | The Red Skelton Show                    | Police Officer McGoogle        | Episódio: "A Christmas Urchin"                                     |
| 1969      | Here's Lucy                             | Mr. Livingston                 | Episódio: "Lucy's Safari"                                          |
| 1969      | Insight                                 | Himself                        | Episódio: "Is the 11:59 Late This Year?"                           |
| 1976      | The Quest                               | Shanghai Pierce                | Episódio: "Seventy-Two Hours"                                      |
| 1981      | The Love Boat                           | Duncan Harlow                  | Episódio: "Maid for Each Other/Lost and Found/Then There Were Two" |
| 1981–1991 | Dallas                                  | Clayton Farlow                 | 234 episódios                                                      |
| 1982      | Fantasy Island                          | Colonel                        | Episódio: "The Big Bet/Nancy and the Thunderbirds"                 |
| 1983      | The Love Boat                           | Kyle Cummings                  | Episódio: "Long Time No See/The Bear Essence/Kisses and Makeup"    |
| 1984      | Entertainment Express                   | Ele mesmo                      | Episódio: "Episódio #2.2"                                          |
| 1984      | Live from Her Majesty's                 | Ele mesmo                      | Episódio: "April 15, 1984"                                         |
| 1985      | Doris Day’s Best Friends                | Ele mesmo                      | Episódio: "Episódio #1.14"                                         |
| 1986      | Great Performances                      | Ele mesmo                      | Episódio: "Irving Berlin's America"                                |
| 1991      | Good Sports                             | Sonny Gordon                   | Episódio: "The Return of Nick"                                     |
| 1991      | Murder, She Wrote                       | Larry Thorson                  | Episódio: "A Killing in Vegas"                                     |
| 1994      | Hart to Hart: Home Is Where the Hart Is | Captain Quentin "Jack" Jackson | Filme para TV                                                      |
| 1995      | Walker, Texas Ranger                    | D.L. Dade                      | Episódio: "Blue Movies"                                            |